# 时空幻境 (2008年游戏)
《时空幻境》（英語：Braid）是一部横版过关暨解谜游戏，由独立游戏制作人乔纳森·布洛（Jonathan Blow）所制作。该游戏于2008年8月6日在Xbox 360 Live Arcade发行，而Windows版则在2009年4月10日发布。Mac OS X版则由Hothead Games负责移植，于2009年5月20日发售。
游戏谜样的剧情基本上描述了一位叫「提姆」的主角，试图从怪物手中拯救公主的故事。然而深植于情节中流露的种种蛛丝马迹却引起玩家对故事有着各式各样的解读，如有人认为该故事仅是主角与公主一段犹豫不决的感情关系，也有人认为该故事是描述原子弹的开发。《时空幻境》有着典型的横版过关风格：玩家必须操控主角奔跑、跳跃、以及攀爬过一系列由平台组成的关卡，同时解谜退敌。玩家亦可控制游戏中流逝的时间，以「反转」所谓「已」做过的动作，即使在主角不慎丧命后。主角通过使用这些能力一步步照情节发展，并收集组合散落各处的拼图碎片。
《时空幻境》实现了布洛个人对当代游戏开发趋势所作的批判。他为该游戏专案自掏腰包，开发时间历时三年。网络漫画家大卫·海尔曼（David Hellman）为本作进行原画设定，几经修改才满足布洛所愿。《时空幻境》尚未加入最后场景图案的初版赢得了2006年度独立游戏节的「最佳创意奖」，最终版亦赢得了诸多额外的赞誉。本游戏得到了来自许多游戏编辑的正面评价，最后成为Xbox Live上评价最高的游戏。不过有些编辑批评该游戏价格相对于其游戏长度来说售价过高。

## 游戏元素

《时空幻境》的标题画面。前景桥上的黑色剪影就是提姆

在《时空幻境》中，玩家要在类似《超级马里奥兄弟》的标准平台动作游戏环境下解开依自然法则安排的谜题。玩家控制主角提姆攀爬跑跳，在游戏关卡中穿梭，并同时避免与敌人接触。提姆可跳到敌人头上踩死它们，并可搜集钥匙以打开上锁的门，或者拉动把手来控制移动平台的方向。本游戏独特的游戏元素在于赋予玩家无限的倒流游戏时间，以「反转」主角动作的能力，即使在主角死后利用该能力亦可起死回生。在线游戏杂志《Arthouse Games》的编辑杰森·罗勒（Jason Rohrer）将此解读为一系列对传统平台动作游戏设计的批判：通过不去强迫玩家在不慎失手时重玩关卡的实际作法，以强调游戏的「核心挑战」。该游戏被分为六个世界，入口分别在提姆家里的六个房间内。
每个世界都有其时间相关的游戏机制：
- 时间与宽恕：除了玩家可以让时间倒流，重置已经做过的行为之外，与普通的平台游戏几乎没有区别。这一关卡包含了一些在普通平台游戏中无解或极度刁难眼手反应的谜题，但是当主角身具时间倒流大能时这些谜题便变得区区小事。
- 时间与谜题：本世界加入了闪烁着绿光、不受时光倒流的影响的物件。例如，即使主角将时光倒流到打开某个闪烁着绿光的把手之前，它仍将保持着打开的状态。因此倒转时光能力可用来改变可被倒转与不可被倒转物件间的同步状态，这就是本世界许多谜题的设计基础。[10]这种闪烁着绿光的场景设定亦在后面世界用到，以标示不受玩家时间控制的物件。[11]
- 时间与地点：将时间的流逝与主角所处的水平位置挂钩。主角往右移时，时间正常流逝。主角向左移动时，时间倒流。站着不动或垂直移动，时间是静止的。玩家位置必须审慎控制，因为它关系到敌人的行动与物件的位置。[10]
- 时间与抉择：本世界与主角的「影子」相关。它会在主角倒流时间后出现并重复主角做过的动作。本关谜题皆围绕着利用这种「影子」机制以同时完成多种动作上展开。[10]
- 迟疑：本世界为主角提供了一枚魔法戒指。它放在地上将会扭曲周遭时光的流逝；物件（包括主角提姆）离戒指越近，时间流逝越慢。玩家仍可以使用一般的时间倒流控制。[10]
- 最后一个世界没有标题，但编号世界「1」，实际上就是游戏开场画面的世界。这个世界的时间预设倒流。玩家使用时间倒流功能时，反倒是让时间正常流逝。[12]

每个关卡都必须搜集一定数量描述故事发展的拼图碎片，并依此解锁最后的世界。主剧情通关后，会出现一个速度挑战模式。在游戏的关卡中尚隐藏有八枚星星，收集到后会组成主角屋外星空上的仙女座。

## 剧情
《时空幻境》是由一位寻觅「被邪恶可怕怪物所绑架公主」的男士——提姆担纲。提姆与公主的关系最多只有暧昧不清的描述，而这段关系唯一清楚的是提姆曾犯下某些严重的过错，他希望弥补或者，若可能的话，抹消这些过错。随着玩家在《时空幻境》中六个世界步步推进，进入每个世界开头显示的故事线文字提供了逐渐深入了解提姆寻找公主的任务，以及暗示每世界中起中心作用的游戏机制。主题艺术的暗示包括了宽恕、欲望、与挫折。在最后一关，除了提姆之外整个世界的时间倒流。于此描述的是公主从一位骑士身边逃离，并与提姆合作越过很多障碍而回到她家碰头。然而提姆却冷不妨被锁在门外，然后时间反转，刚刚的事件显示出公主自提姆所在处逃离，并设下诸多他先前所能躲过的陷阱，直到被骑士所救。提姆揭发了自己就是那个公主试图逃离的「怪物」。
在完成游戏之后，游戏会提示玩家额外的文字延伸故事情节。游戏结局有意地含糊不清，且其目的在引起玩家多种的解读。其中一个理论是根据文中引述物理学家肯尼斯·班布里奇在第一次原子弹试爆所发表的名言—「这下我们都成了大混蛋（Now we are all sons of bitches）」 以及其他相关文字所得出。该理论认为公主代表的是原子弹，而提姆则是参与开发的科学家。布洛表示故事的诠释不只一种。他亦表示他自己也「无法」解释整个剧情，并说剧情的中心思想是「一种既宏大又精妙的东西，不愿为人所理解看透」。

## 开发历程

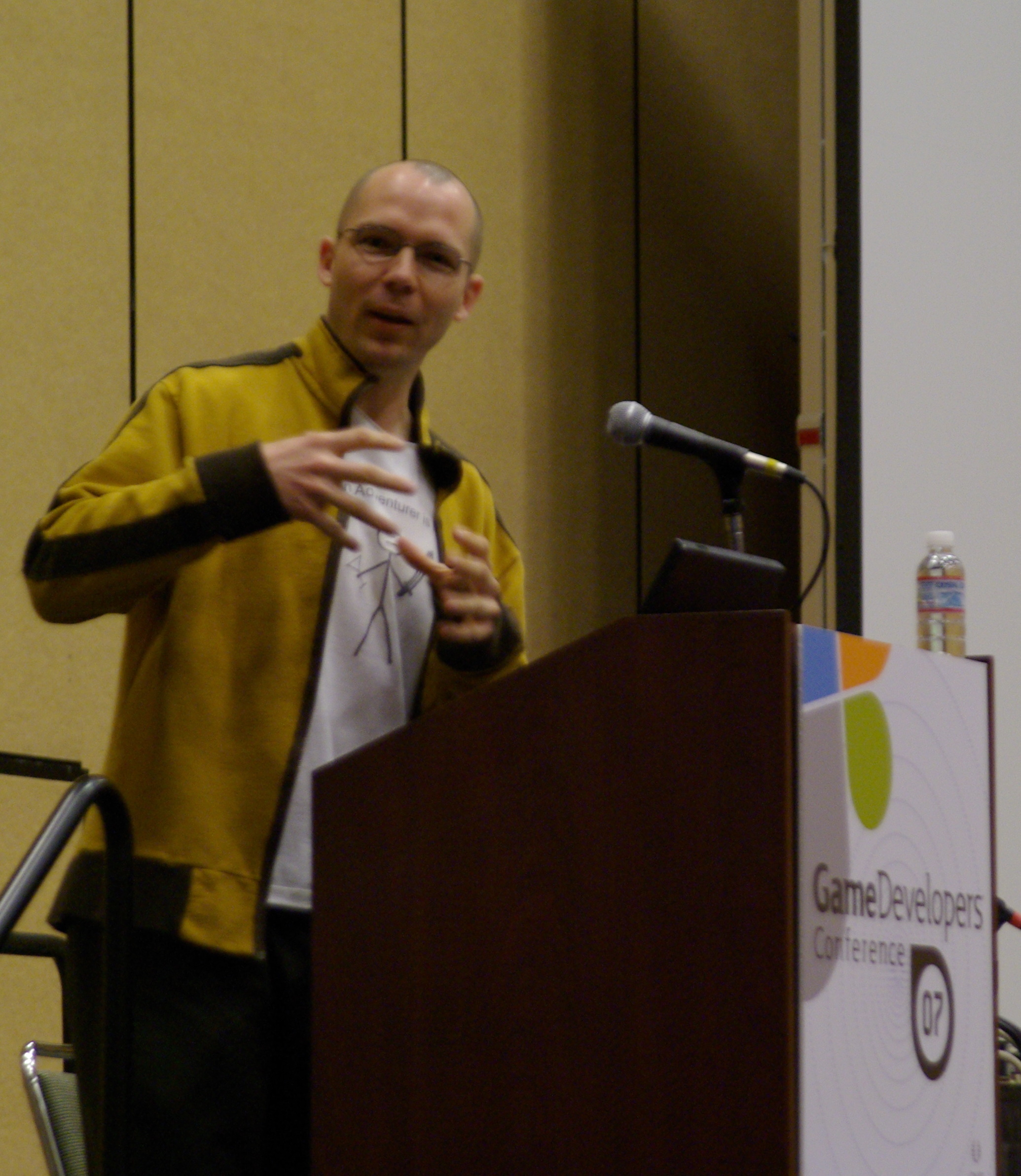
《时空幻境》的作者乔纳森·布洛。

乔纳森·布洛在2004年12月的一次前往泰国的旅途中首次确立了《时空幻境》的概念，并于2005年4月开始开发工作。到2005年12月，布洛完成了一个与最终发行版有着相同数目的世界与谜题的版本，仅缺最后图像润色，该版本赢得了2006年度游戏开发者大会里的独立游戏节的游戏设计奖。在进行图像绘制的过程中，布洛将游戏中谜题的表现与机制修改得更紧密以增进其可玩性。在《时空幻境》3年的开发过程中，布洛自费支出了约200,000美元，大部分用来支付雇用美工大卫·海尔曼的薪资，以及生活开销。
最初，布洛心里的蓝图是把游戏一如最终版那样分开成几个不同的世界，每个世界皆让玩家以空间、时间、以及因果等多重角度探索，不过每个世界带有非常不同的最高层次自然法则或机制。不过，一种没有「时间箭头」的世界机制并未得以完成：如果该世界真的被开发出来的话，那将会迫使玩家以一种可以重复物理律倒转以达守恒的方式在各关卡间穿梭。举例来说，没有时间箭头的世界将在时间正常流动时禁止玩家控制主角从某高度跃下，这是因为在时间倒流主角不可能跳回同样高度以达重力律守恒。尽管这一概念遭到弃用，但布洛又发现，时光反转功能可为游戏其他理念作继续开发。另一个曾被考虑过的游戏机制是所谓的「预言撞球」，就是玩家推杆击球之前就能看到结果。但是布洛后来渐渐发现，这一机制颇具教益意义，但是作为游戏娱乐机制却效果不佳。在选定他所想要的游戏机制后，布洛开始加入谜题，并在其中表达他对游戏设计见解的哲学要点。布洛在多次突发奇想地产生更多谜题及概念后，抛弃了原本游戏设计中最无趣的谜题和世界。布洛提到他打算要收录时间反转所造成的后果，而像《波斯王子：时之沙》、《霹雳酷炫猫》、与《时空悍将》等游戏虽皆有此想法但功能上付之阙如的。当那些游戏通过第一人称或者第三人称视角表现时间变换效果让玩家目眩神迷时，布洛却决定采用2D显示来对抗这种趋势。他表示《时空幻境》里许多谜题若采用其他视角的话将会无解或者更为困难。
通过游戏艺术表达很自然地达到游戏创新的目的，也是乔纳森·布洛纳入《时空幻境》的设计要素之一。他举罗德·亨宝（Rod Humble）的作品《婚姻》为例，亨宝开始着手制作该游戏时把他对身处一段婚姻的感觉连在一起，而非先发展游戏概念然后再加进故事情节。因此，布洛指出即使真的没有新游戏机制，「它玩起来与您所玩过的任何游戏决不类似。」另一个布洛用于《时空幻境》开发的概念是，游戏该怎么呈现给玩家。布洛认识到，许多游戏提供玩家了解游戏的方法是为他们提供复杂的界面，但是这种作法得常常需要解释游戏规则与概念以吸引玩家。布洛举了杰夫·米特（Jeff Minter）的《鹿豹座 （页面存档备份，存于）》为例，他指出该游戏从未与玩家直接交流玩该游戏的目的为何，是导致游戏评价不佳的原因之一。相形之下，布洛所开发的《时空幻境》则注重与玩家的交流。他在每一个世界的开端都解释了该世界的基本定律，然后才让玩家与该世界随处可见的基本定律互动。
布洛意识到《时空幻境》中谜题难度深浅不一，且某些谜题对特定的玩家比起其他玩家来说要难，而该游戏没有任何设定可改善这部分玩家的学习曲线。他将大部分游戏关卡设计成允许玩家绕过暂时解决不了的谜题，先行体验后面的游戏内容。只有特定头目角色战斗无法绕过。布洛希望玩家能通过完成游戏后来的谜题而找到先前的解答。布洛亦感到「不劳而获的奖励是虚假且一点意思都没有的」，因此在游戏里头包含了仅有在解决谜题后才可赚到收藏品的规则，而且每解开一道谜题，只能拿到一件物品。他强烈劝诫玩家不要依赖攻略完成游戏，反而鼓励玩家亲手解决谜题，这样才能在谜题解开时「感到非常具有成就感」。布洛还发布了他自己的所谓「官方攻略」，逗弄玩家说它将带领这些人通关，然而该攻略实际上却不断在要求玩家自食其力解决谜题。《时空幻境》中的许多谜题是向其他游戏致敬；例如某关的卖点是受《大金刚》启发的谜题，而每一世界结束前主角到达城堡，总有一个小怪告知主角「公主在别座城堡」，这与《超级马里奥兄弟》每关结束类似。
《时空幻境》的游戏故事受到了许多作品的影响，如伊塔罗·卡尔维诺的《看不见的城市》、阿兰·莱特曼（Alan Lightman）的《爱因斯坦的梦》（Einstein's Dreams）、罗伯特·海因莱因的《穿墙猫》（The cat who walks through walls）、和大卫·林区的《穆荷兰大道》等。具体来说，虽然布洛采用了《看不见的城市》的小说原型，但他并不喜欢《爱因斯坦的梦》对《看不见的城市》致敬的方法，故从而避免《时空幻境》的故事朝此方向发展。布洛的目标是，《时空幻境》将「强化玩家感知意识」、以及「人们能自该游戏获得在任何其他游戏从未得到过的体验。」

### 美工
本游戏的美工耗时超过一年才完成。背景画面由广受好评网络漫画《我们学到了教训但所造成的损害是无法逆转的》（A Lesson Is Learned But The Damage Is Irreversible）的艺术家大卫·海尔曼所设计。为了该游戏的艺术设计，布洛向海尔曼提交每关规划的草图，然后请他在其上创作。在达成最终版之前，海尔曼与布洛反覆试过多种风格。通过这些反覆尝试的工作，两人找出并移除了游戏中可能被视作是美学表现但却会困惑玩家的艺术物件，同时仍保留了关卡中会被玩家视作无用的美学物件。游戏的整体美工设计一经完成，布洛与海尔曼就开始致力于准备有作用的、可用于《时空幻境》关卡编辑器的物件。每个利用这些物件的世界建构起来后，布洛提出了更多的修改，以反映每个世界的标题腔调所提示的气氛，并避免关卡外表喧宾夺主。例如游戏中的第一个世界「时光与宽恕」，设计为了有着一种探索与宽恕的感觉；而「时光与抉择」则混合了「奢侈的室内物件（精美的家具与织料）」与粗糙的户外物件（沼泽臭水、腐朽的支柱与船用绳索）」，以有意地创造出一种「不协调感」的外观，用于表现出交替的现实。背景画面的设定曾几经变更，直到二人决定让所有背景元素模糊不清，同时让前景元素保持清晰锐利以清楚吸引玩家的眼球。前景与背景元素应用了粒子特效，以使二者表现出显著的动感，例如草叶的摆动或者云朵的飘动。主角的外观原本由艾德蒙·麦米伦（Edmund McMillen）所设计，后来由海尔曼重画以便「更好地与现在显著的背景风格相符」。

### 背景音乐
《时空幻境》采用了由音乐网站Magnatune授权、由雪柔·安·富尔顿（Cheryl Ann Fulton）、西拉·坎曼（Shira Kammen）与洁米·西贝尔（Jami Sieber）所创作的音乐。布洛决定使用授权音乐的部分原因是为了减少开发成本。同时他也认为那些经常为电子游戏音乐谱曲的人，不见得身具必要的技巧以创作符合他所想要游戏气氛的配乐。最后他选择了八首具备一定长度的乐曲，使玩家在花时间解决有相当难度的谜题时不会感到明显的音乐重复，而且这些乐曲在倒放时也得能听起来「独特而有趣」，以配合游戏中所提供的时间倒流机制。布洛亦挑选了「有机而复杂」的歌曲以作为协助设定游戏气氛之用，「表现某种不见得得要是明确的东西」。音乐的选取也影响了游戏的背景美术设计。作曲者坎曼和西贝尔都因本游戏收录了他们的作品而获得好评。本游戏的原声CD于2009年4月9日通过Magnatune网站发布，额外收录了两首重混版的背景音乐，加入了在游戏中使用时间倒流功能时的音响特效。《时空幻境》中用到的乐曲包括：
- 《Maenam》，洁米·西贝尔所作，来自于《Hidden Sky》
- 《Undercurrent》，洁米·西贝尔所作，来自于《Lush Mechanique》
- 《The Darkening Ground》，洁米·西贝尔所作，来自于《Lush Mechanique》
- 《Tell It By Heart》，洁米·西贝尔所作，来自于《Second Sight》
- 《Long Past Gone》，洁米·西贝尔所作，来自于《Second Sight》
- 《Downstream》，西拉·坎曼所作，来自于《Music of Waters》
- 《Lullaby Set》，西拉·坎曼与潘·斯旺所作，来自于《Wild Wood》
- 《Romanesca》，雪柔·安·富尔顿所作，来自于《The Once and Future Harp》

### 发行
在发行之前，布洛将本作从2007年度斯兰丹斯游击游戏锦标赛中撤回，以抗议本已入围6名决选名单的争议游戏《超级哥伦拜中学大屠杀RPG！》被除名。许多其他游戏制作人效仿了布洛的行动，纷纷于稍后撤回了他们的作品，这包括thatgamecompany的《浮游世界》和The Behemoth的《Castle Crashers》。
《时空幻境》本是在Windows平台上进行开发，并计划稍后移植家用机平台，但布洛一直未决定是PC版先发行还是家用机版先发行。布洛与微软签定于2007年中期在Xbox Live中首发，而该版本即是他在2007年春季东京电玩展中正式公布的。但是，布洛对Xbox Live的认证过程颇有微词。他认为与其耗费精力去满足所有认证条件，还不如把同样时间用于改进游戏。不过，尽管游戏中布洛的某些想法并不符合认证条件，但认证小组仍允许其得以保留。举例来说，允许玩家进入游戏后立即取得主角控制权，而非一定要经过开头标题画面。即便如此，布洛表示在相同的商业认证模式下，他大概不会再度于Xbox Live服务平台发布游戏。
本游戏Windows版本计划在2008年底发行，但是因为其他因素被移到2009年4月才付梓。为避免与一批预计2008年晚期发行的大作撞车，布洛决定将《时空幻境》推迟到2009年年初。得益于已在如Xbox 360这种标准化平台上完成核心部分开发，《时空幻境》PC版在应付开发承继而来的许多电脑相容性问题就变得更为轻松。此外，本游戏Windows版发售前，布洛参考了《黏黏世界》和《蜡笔物理学》等其他游戏的价格模式而将本作的定价为20美元。但是，由于这个价格比Xbox live版本高5美元，使布洛受到一些抨击。作为回应，布洛随后将定价降至与Xbox Live版等同，并表示他「宁愿让人们去讨论该游戏本身」而非在游戏定价上发牢骚。
Hothead Games负责将本作移植到PlayStation 3和苹果机上。，不过WiiWare版在任天堂现行容量限制下，移植不太可能。
布洛表示他暂时没有为游戏增加关卡或设计续集的计划，不过他亦明确表示「如果另有游戏制作人真的很喜欢《时空幻境》时间机制并使用它制作游戏 — 也许是某些新游戏 — 有着它自己新设计的关卡，嘿，那就太棒了。」于PC版发售后不久，布洛便公布了本作专用的关卡编辑器源代码，最终会允许用户将新的图形导入游戏中。

### 后续
本作主角提姆将在即将到来的《超級肉肉哥》（Super Meat Boy）裡作为可玩角色登场。《超級肉肉哥》是由独立游戏制作人艾德蒙·麦米伦所开发的一款游戏。麦米伦先前设计过《史莱姆吉什》（Gish）且担任过《时空幻境》原角色的设计。提姆将会是来自其他独立游戏制作、并收录到《超級肉肉哥》的诸多角色之一。 本作的游戏迷们亦创造了提姆和游戏里其他角色的纸模型。

## 評價
| 汇总媒体     | 得分                    |
| ------------ | ----------------------- |
| GameRankings | 92% (Xbox 360) 87% (PC) |
| Metacritic   | 93% (Xbox 360) 90% (PC) |

| 媒体         | 得分                       |
| ------------ | -------------------------- |
| 1UP.com      | A+ (Xbox 360)              |
| Edge         | 9/10 (Xbox 360)            |
| Eurogamer    | 10/10 (Xbox 360)           |
| GameSpot     | 9.5/10 (Xbox 360)          |
| IGN          | 8.8/10 (Xbox 360) 8.8 (PC) |
| 官方Xbox杂志 | 9/10 (Xbox 360)            |

《时空幻境》于Xbox Live Arcade上发售后，立刻就大获好评，如评论网站Metacritic累计评析分数达到93%。这使得该游戏荣登Xbox Live最佳游戏的宝座，并且截至2009年2月20日为止身居Xbox 360评价最高游戏第10名。《时空幻境》发售后第一周内内超过55,000人购买本游戏。据布洛说，本作是2008年销量第二大的 Xbox Live Arcade游戏。布洛表示该游戏销售「非常赚钱」，获得的收入比他若在开发游戏期间转去做它种高收入工作的所得还要多。
《时空幻境》已被评论家推崇为大作，其显示的独特谜题受到高度赞扬。电子游戏网站Eurogamer编辑丹·怀特黑德（Dan Whitehead）提到，在时间操控上的创新变化以及有必要去理解主角动作的非线性性质让他感到好似「长年蒙在眼上、只能看有限视野的游戏『马眼罩』被撕走了」。《澳大利亚世纪报》编辑杰森·希尔（Jason Hill）表示该游戏谜题是「精心制作且难以对付的」，不过「它被设计得无懈可击，解开它有着巨大的满足感。」《先驱太阳报》周日版编辑帕迪·莱利（Paddy Reiley）重申了此一观点。此外，谜题间的联系和游戏整体表现广受赞同被认为成标准；网站Gamespot编辑汤姆·麦克西亚（Tom McShea）表示《时空幻境》是个「罕见的游戏，让您这一刻绞尽脑汁解开谜题，下一刻又折服于其意味深长的故事。」斯兰丹斯电影节暨游击游戏设计锦标赛游戏总监山姆·罗伯茨（Sam Roberts）对《时空幻境》留下了深刻的印象，「感觉不到一丝青涩」，因为它一如任何其他形式媒体般对玩家「期望很高」，且它「在任何方面都不把你看扁。」《时空幻境》美工与游戏呈现亦赢得了高度肯定。网站1UP.com的编辑尼克·苏特纳（Nick Suttner）评论说《时空幻境》的美工「将复古设计的纤巧与印象派背景及亲切的手绘环境并列」，而Gamespot编辑麦克西亚指出，游戏的视觉效果「引人注目但从未让玩家分散注意力。」《连线》杂志编辑让·斯诺（Jean Snow）指出，《时空幻境》的「美丽的交响旋律让那些已经令人难忘而独特的观感锦上添花」，且「舒缓的音乐可能是当你面对刁钻谜题时却从未真正迷失的原因。」游戏《杀手7》与《英雄不再》的制作人须田刚一表示说玩《时空幻境》会让他想尝试搞个二维游戏。
《时空幻境》所遭致的批评主要是其游戏过短。IGN的编辑希拉里·戈尔茨坦（Hilary Goldstein）指出，一旦你已经完成了所有的谜题后，游戏让您「没有理由故地重游」。但是，其他编辑们把《时空幻境》的游戏简短历程与有着类似批评的《时空枪》相较，「在面对其独特的讲故事方式以及辽阔的思想时」，其游戏长度「可被忽视。」游戏定价也被看作是本游戏的一项缺点，不过评语也指出，「《时空幻境》让您花的每块钱都值回票价。」评论还指出，尽管布洛在整个游戏里试图整合故事与其他游戏元素，不过这只有在最后世界里达到效果，而除此之外本作故事是「在其不自然的晦涩下显得有点平庸。」
本作PC版被视为「忠于」其Xbox 360版本，它保持同样的内容而没有增加任何新的功能。编辑评论表示，《时空幻境》由于键盘作为控制装置而受益。不过，作为Xbox 360版本的移植版本之一，PC版缺乏对用户电脑优化图形显示的初步支持， 如调整至较高屏幕分辨率或关闭某些游戏效果 ，编辑们认为这是该游戏的一大缺陷，但预计将公布补丁以添加这些选项。
除了以其设计在2006年赢得独立游戏节奖之外，GameSpot选择了《时空幻境》作为其2008年「最佳原创下载家用机游戏」、「最佳跨平台游戏」以及「最佳授权音乐」等奖项得奖者，而《官方Xbox杂志》则授予本作为2008年「Xbox Live Arcade年度游戏」、「最佳音乐」、「最佳结尾」得奖者，并名并列其「无可争辩、最不可思议年度游戏」得奖者之一。《时空幻境》在第12届互动艺术与科学学院颁奖典礼上被授予「年度休闲游戏奖」。《时空幻境》在2008年Xbox Live Arcade奖上总共受到5项提名，且在「最佳创新」类赢得奖项。